# التیا رینهارت
التیا رینهارت (دانمارکی: Althea Reinhardt؛ زادهٔ ۱ سپتامبر ۱۹۹۶) بازیکن هندبال اهل دانمارک است.